# Station Montréjeau - Gourdan-Polignan
Station Montréjeau - Gourdan-Polignan is een spoorwegstation in de Franse gemeente Gourdan-Polignan.